# 29.ª edición de los Premios Grammy
La 29.ª edición de los Premios Grammy se celebró el 24 de febrero de 1987 en el Shrine Auditorium de Los Ángeles, en reconocimiento a los logros discográficos alcanzados por los artistas musicales durante el año anterior. El evento fue presentado por Billy Crystal y fue televisado en directo en Estados Unidos por CBS.
Esta edición incorporó por primera vez la categoría de premio a la mejor grabación de new age.

## Ganadores

### Generales
- Grabación del año
  - Russ Titelman (productor), Steve Winwood (productor e intérprete) por "Higher Love"
- Álbum del año
  - Paul Simon (productor e intérprete) por Graceland
- Canción del año
  - Burt Bacharach & Carole Bayer Sager (compositores); Dionne Warwick, Elton John, Gladys Knight & Stevie Wonder (intérpretes) por "That's What Friends Are For"
- Mejor artista novel
  - Bruce Hornsby & the Range

### Blues
- Mejor álbum de blues tradicional
  - Albert Collins, Johnny Copeland & Robert Cray por Showdown!

### Clásica
- Mejor grabación clásica orquestal
  - Michael Haas (productor), Georg Solti (director) & Chicago Symphony Orchestra por Liszt: A Faust Symphony
- Mejor interpretación solista vocal clásica
  - André Previn (director), Kathleen Battle & Royal Philharmonic Orchestra por Kathleen Battle Sings Mozart
- Mejor grabación de ópera
  - Elizabeth Ostrow (productor), John Mauceri (director), James Billings, Joyce Castle, Maris Clement, David Eisler, Jack Harrold, John Lankston, Erie Mills, Scott Reeve & New York City Opera Orchestra por Bernstein: Candide
- Mejor interpretación coral, clásica
  - James Levine (director), Margaret Hillis (director de coro) & Chicago Symphony Orchestra & Chorus por Orff: Carmina Burana
- Mejor interpretación clásica - Solista o solistas instrumentales (con o sin orquesta)
  - Vladimir Horowitz por Horowitz - The Studio Recordings, New York 1985
- Mejor interpretación de música de cámara
  - Emanuel Ax & Yo-Yo Ma por Beethoven: Sonata para violonchelo y piano n.º 4 & Variaciones
- Mejor álbum de música clásica
  - Thomas Frost (productor) & Vladimir Horowitz por Horowitz - The Studio Recordings, New York 1985
- Mejor composición clásica nueva
  - Witold Lutosławski (compositor) & Esa-Pekka Salonen (director) por Lutosławski: Sinfonía n.º 3

### Comedia
- Mejor grabación de comedia
  - Bill Cosby por Those of You With or Without Children, You'll Understand

### Composición y arreglos
- Mejor composición instrumental
  - John Barry (compositor) por Out of Africa
- Mejor arreglo instrumental
  - Patrick Williams (arreglista); Bill Watrous & Patrick Williams (intérpretes) por "Suite Memories"
- Mejor arreglo de acompañamiento para vocalista(s)
  - David Foster (arreglista); Barbra Streisand (intérprete) por "Somewhere"

### Country
- Mejor interpretación vocal country, femenina
  - Reba McEntire por "Whoever's in New England"
- Mejor interpretación vocal country, masculina
  - Ronnie Milsap por Lost in the Fifties Tonight
- Mejor interpretación country, duo o grupo
  - The Judds por "Grandpa (Tell Me 'Bout the Good Old Days)"
- Mejor interpretación instrumental country
  - Ricky Skaggs por "Raisin' the Dickins"
- Mejor canción country
  - Jamie O'Hara (compositor); The Judds (intérpretes) por "Grandpa (Tell Me 'Bout the Good Old Days)"

### Espectáculo musical
- Mejor álbum de espectáculo con reparto original
  - Thomas Z. Shepard (productor) & el reparto original de 1986 por Follies in Concert

### Folk
- Mejor álbum de folk tradicional
  - Doc Watson por Riding the Midnight Train
- Mejor álbum de folk contemporáneo
  - Al Bunetta, Dan Einstein & Hank Neuberger (productores); varios intérpretes por Tribute to Steve Goodman

### Gospel
- Mejor interpretación vocal gospel, femenina
  - Sandi Patti por Morning Like This
- Mejor interpretación vocal gospel, masculina
  - Philip Bailey por Triumph
- Mejor interpretación vocal gospel, duo o grupo
  - Deniece Williams & Sandi Patti por "They Say"
- Mejor interpretación gospel soul, femenina
  - Deniece Williams por "I Surrender All"
- Mejor interpretación gospel soul, masculina
  - Al Green por "Going Away"
- Mejor interpretación gospel soul, duo grupo
  - The Winans por Let My People Go

### Hablado
- Mejor grabación hablada
  - Johnny Cash, Jerry Lee Lewis, Chips Moman, Ricky Nelson, Roy Orbison, Carl Perkins & Sam Phillips por Interviews From the Class of '55 Recording Sessions

### Histórico
- Mejor álbum histórico
  - Aziz Goksel & Bob Porter (productores); varios intérpretes por Atlantic Rhythm and Blues 1947-1974, Vols. 1-7

### Infantil
- Mejor grabación para niños
  - Jim Henson, Kathryn King & Geri Van Rees (productores); el reparto de Sesame Street (intérpretes) por The Alphabet

### Jazz
- Mejor interpretación vocal jazz femenina
  - Diane Schuur por Timeless
- Mejor interpretación vocal jazz masculina
  - Bobby McFerrin por "Round Midnight"
- Mejor interpretación vocal jazz, duo o grupo
  - 2+2 Plus por Free Fall
- Mejor interpretación instrumental jazz, solista
  - Miles Davis por Tutu
- Mejor interpretación instrumental jazz, grupo
  - Wynton Marsalis por J Mood
- Mejor interpretación instrumental jazz, big band
  - Doc Severinsen por The Tonight Show Band with Doc Severinsen
- Mejor interpretación de jazz fusion, vocal o instrumental
  - Bob James & David Sanborn por Double Vision

### Latina
- Mejor álbum de pop latino
  - José Feliciano por Te amaré
- Mejor álbum latino tropical tradicional
  - Rubén Blades por Escenas
- Mejor interpretación mexicano-americana
  - Flaco Jiménez por Ay Te Dejo en San Antonio

### New age
- Mejor grabación de new age
  - Andreas Vollenweider por Down to the Moon